# Epafrodyt
Epafrodyt – postać biblijna wymieniana w Nowym Testamencie, uczeń św. Pawła, święty Kościoła katolickiego i Cerkwi prawosławnej.
Wymieniony przez apostoła Pawła w napisanym między 56 a 57 rokiem w Efezie lub 61 a 63 r. w Rzymie Liście do Filipian (2,25-30 BT), chrześcijanin z Filippi. W czasie misji dostarczenia datków do Rzymu zachorował, a po powrocie do zdrowia wraz z Tymoteuszem z Efezu z polecenia apostoła został posłańcem do Filipian, dostarczając list z podziękowaniami.
Był nazywany apostołem (przez Greków) i współwięźniem św. Pawła, zaliczany do siedemdziesięciu uczniów Pańskich. Przypisywano mu biskupstwo Andriaki (w Licji) – jak chciał Pseudo-Doroteusz,  Filippi – według Teodoreta lub – jak twierdzą inni – Terraciny. Mylnie identyfikowano Epafrodyta z Epafrasem.
Jego wspomnienie obchodzono w Kościele katolickim 22 marca, a w Cerkwi prawosławnej 12 kwietnia i 21 grudnia